# Norra Djurgården
För andra betydelser, se Djurgården (olika betydelser).
Norra Djurgården är en stadsdel inom Norra innerstadens stadsdelsområde i Stockholms kommun. Norra Djurgårdens parkområde omfattar en större yta än stadsdelen, och ingår i Kungliga Djurgården.
Hela stadsdelen, med undantag av Campus Valhallavägen (Kungliga Tekniska högskolan) och Ruddammen, ingår i Kungliga nationalstadsparken, världens första och Sveriges enda nationalstadspark.
Stadsutvecklingsområdet Norra Djurgårdsstaden förväxlas ibland med stadsdelen Norra Djurgården då den byggnation som uppförts under projektets första tio år tangerat Norra Djurgården. Norra Djurgårdsstaden ligger emellertid huvudsakligen i stadsdelarna Hjorthagen och Gärdet.

## Geografi
Norra Djurgården gränsar till Hjorthagen, Östermalm, Ladugårdsgärdet och Vasastaden samt till Haga och Bergshamra i Solna kommun och till kommunerna Danderyd och Lidingö.
En stor del av stadsdelen är skogbevuxen, bland annat Lill-Jansskogen. Norra Djurgården har en lång strandlinje mot Brunnsviken (3 500 meter), mot Lilla Värtan (3 800 meter), Ålkistan (180 meter) samt Husarviken (800 meter). Inom stadsdelen finns fem mindre insjöar, varav två är igenvuxna:
- Laduviken
- Lappkärret
- Solfångardammen (även Spegeldammen)
- Lillsjön, numera igenvuxen
- Uggleviken, numera igenvuxen

Som namnen antyder var Laduviken, Brunnsviken och Uggleviken tidigare havsvikar. På grund av landhöjningen, igenslamning och bebyggelse är Husarviken och Brunnsviken de enda av dessa som fortfarande har förbindelse med Saltsjön, Brunnsviken har dock en konstgjord förbindelse, sedan 1860-talet via Ålkistan.

## Historia

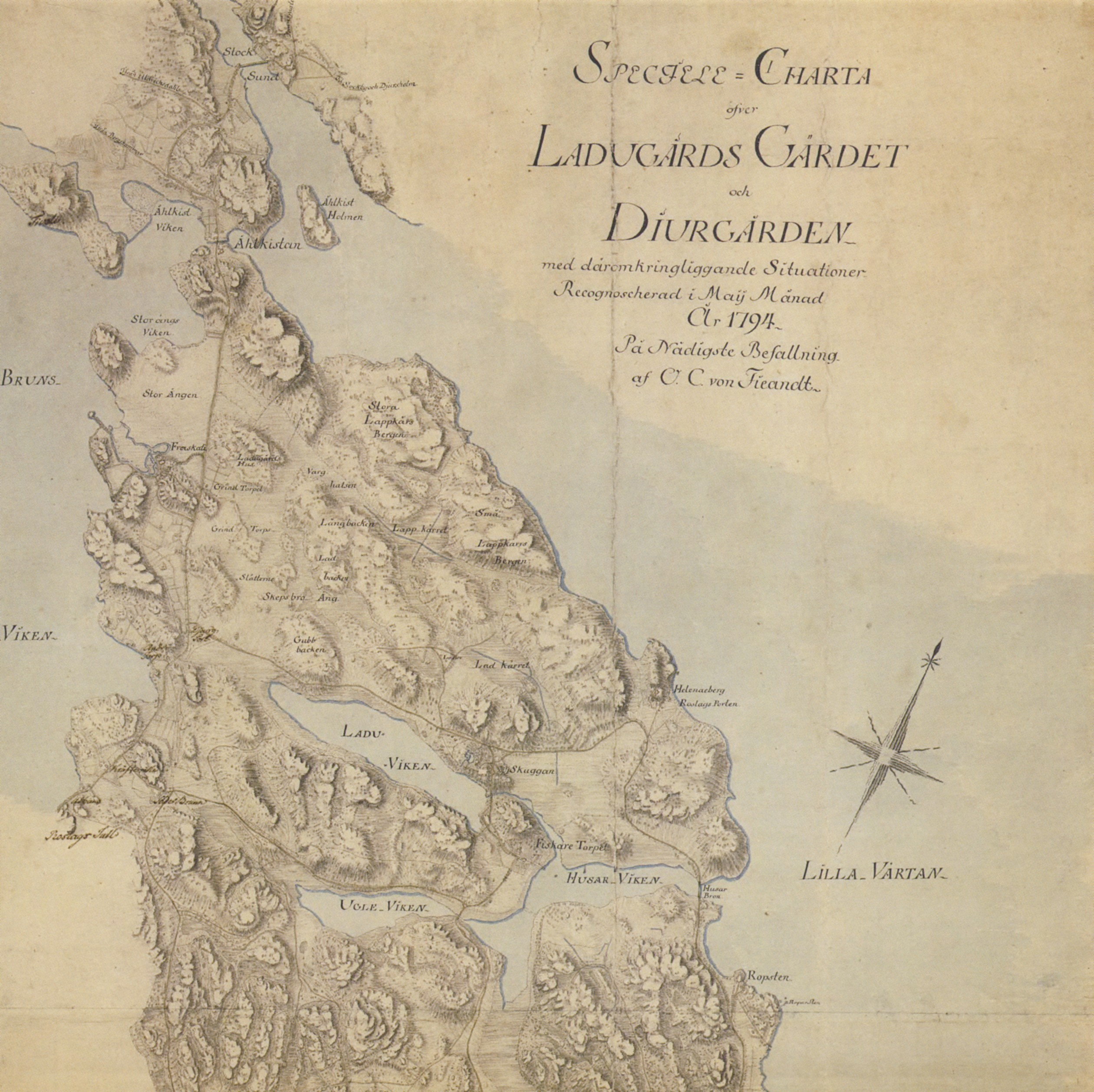
Historisk karta från 1794 över norra delen av Kungliga Djurgården

Stadsdelen inkorporerades med Stockholm 1 januari 1868. Tidigare låg den under kunglig förvaltning. Bebyggelsen har dock hela tiden varit mycket begränsad och reglerades av Kungliga Djurgårdens Förvaltning. Det första bostadsområdet, Ekhagen, uppfördes 1935. Senare tillkom Ruddammen och på 1960-talet byggdes studentbostäder på Lappkärrsberget.
Stadsdelen hette inledningsvis Brunnsviken men namnändrades efter år 1954 med före 1981 till Norra Djurgården.

## Kommunikationer
Vid Roslagsvägen låg ett nu rivet mindre industriområde, Albano. Industriområdet Fisksjöäng, "Stockholms sista kåkstad", har avvecklats och området håller på att återställas till ursprungligt skick.
Roslagsbanan utgår från Stockholms östra station och stannar inom stadsdelen vid hållplatsen Universitetets station. Två stationer i Tunnelbanan är belägna inom stadsdelen: Tekniska Högskolan och Universitetet.

## Kända byggnader, platser och institutioner
Kungliga Tekniska högskolan och Stockholms universitet dominerar bland de offentliga byggnaderna. Stadsdelen har flera idrottsanläggningar, bland andra Stockholms Stadion, Östermalms IP, Kungliga Tennishallen och Tennisstadion.
På Norra Djurgården, vid båda sidor om Björnnäsvägen, ligger Koloniföreningen Söderbrunn. Det är Stockholms äldsta koloniområde som fortfarande är i bruk och anlades 1905.

### Övriga
- Bergianska trädgården
- Ekhagen, Stockholm
- Fiskartorpet
- Fisksjöäng
- Frescati hage
- Karl XI:s fiskarstuga
- Lilla Skuggan
- Naturhistoriska Riksmuseet
- Stockholms Stadion
- Stockholms universitet
- Stockholms Ryttarstadion
- Stora Skuggan
- Uggleviksreservoaren
- Norra Djurgårdens stridsvagnsspärr